# Abaia
Una abaia (de l'àrab عباية o عباءة, plural عبايات) és una túnica ampla i lleugera de color negre que porten sobre el vestit algunes dones del món musulmà,  incloent-hi la major part de l'Orient Mitjà, el nord d'Àfrica i parts de la Banya d'Àfrica, especialment les dels països de la península aràbiga. La seva funció és protegir de la calor de l'estiu, creant una capa aïllant més a sobre del cos, a més de protegir a l'exterior la roba de la pols i de la sorra, així com de la pèrdua de color pel sol fort. L'abaia no cobreix el cap, però es pot combinar amb alguna una altra peça que sí que el cobreixi.
L'abaia és la peça que es posa per sobre de totes les altres peces de roba, la més exterior. Té la forma d'un vestit tradicional àrab modest, ja que el ric i bonic va a sota i per a seguir els principis musulmans de mostrar-se discret i modest amb els altres. L'abaia més tradicional és de color negre, però també n'hi ha d'altres colors, principalment foscos. Els homes mostren la seva discreció i modèstia també, vestint amb gel·labes senzilles de color blanc o cru.
L'abaia es porta molt a Aràbia Saudita i arreu del golf Pèrsic, on les portades per les classes altes resulten molt elegants. També és un vestit tradicional al Líban, a Síria i a altres països d'Orient Mitjà en general, on es tracta d'una peça de vestir tradicional, que encara es porta avui al dia a dia tant per homes com per dones.
En el cas de la túnica o abaia masculina també és coneguda amb el nom de Bisht, es posa sobre el Thaub o Qamis.

## Galeria d'imatges

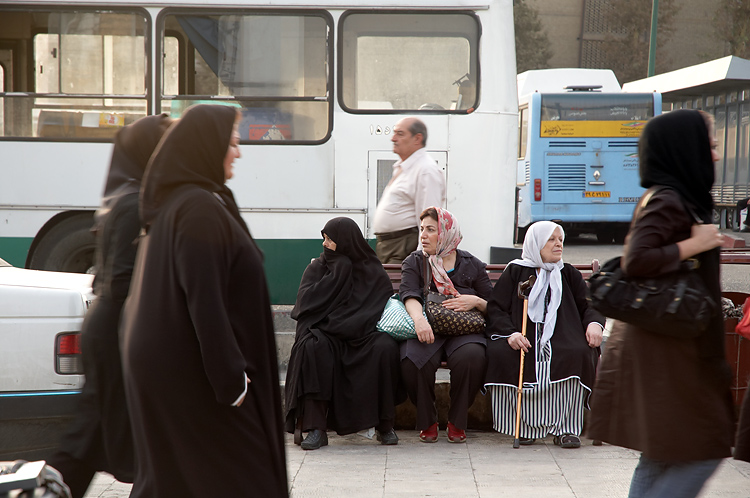
Dones vestides amb abaies al cos i mocadors (hijab) al cap
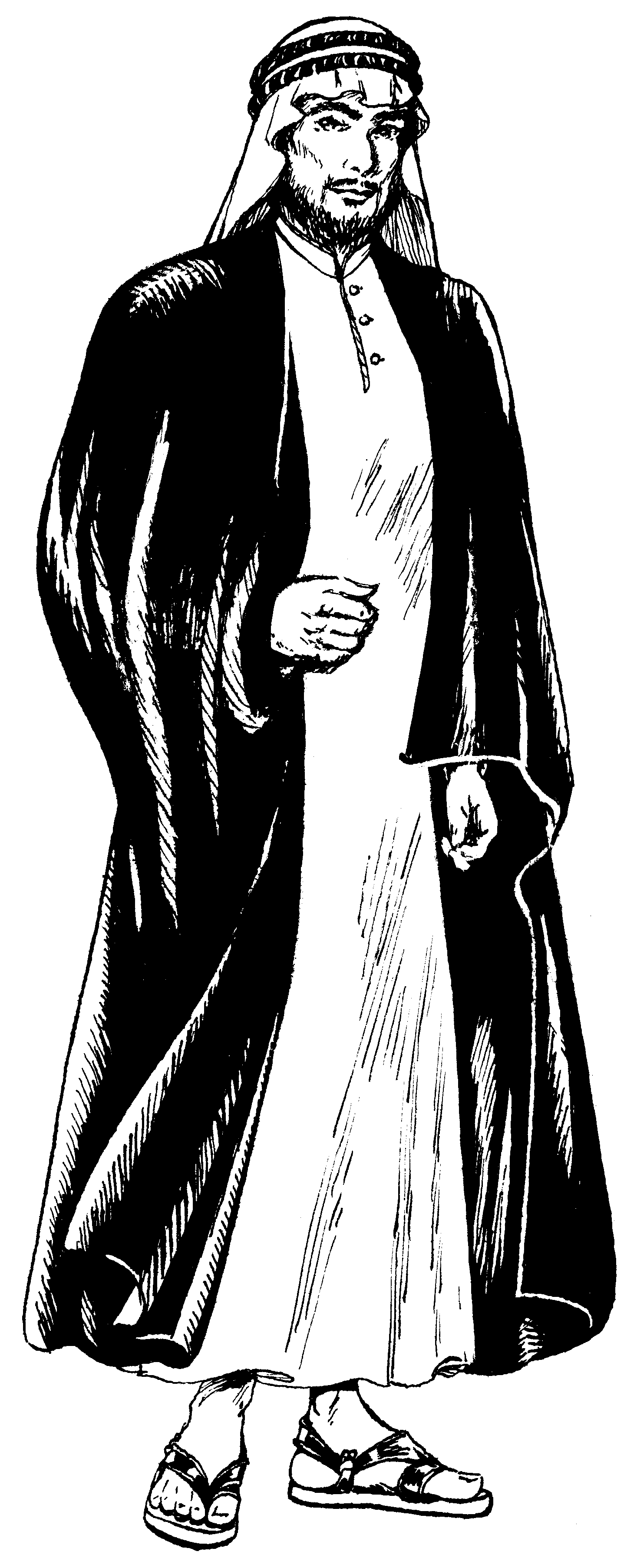
Abaia masculina
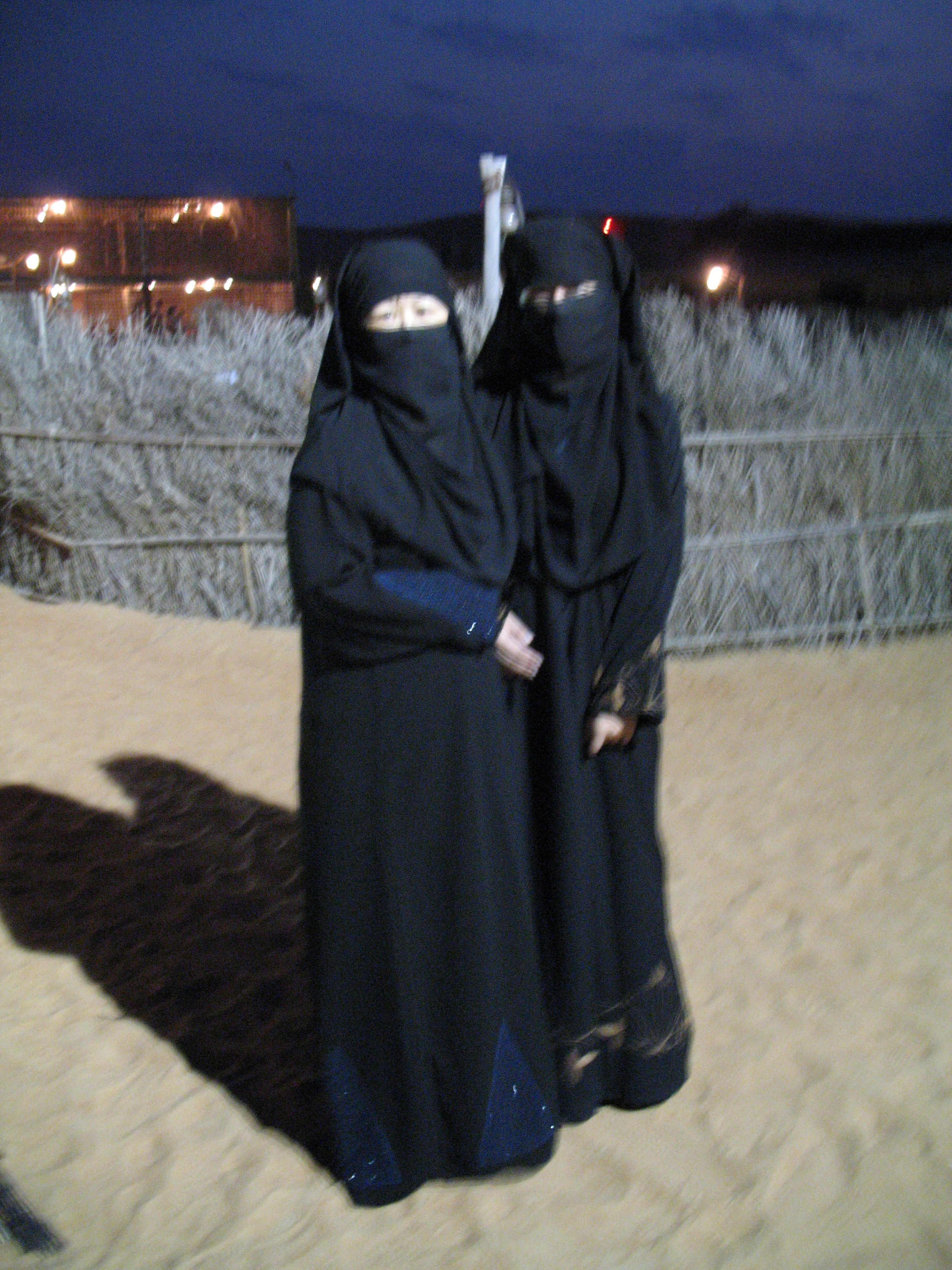
Dones vestides amb abaies al cos i nicabs al cap
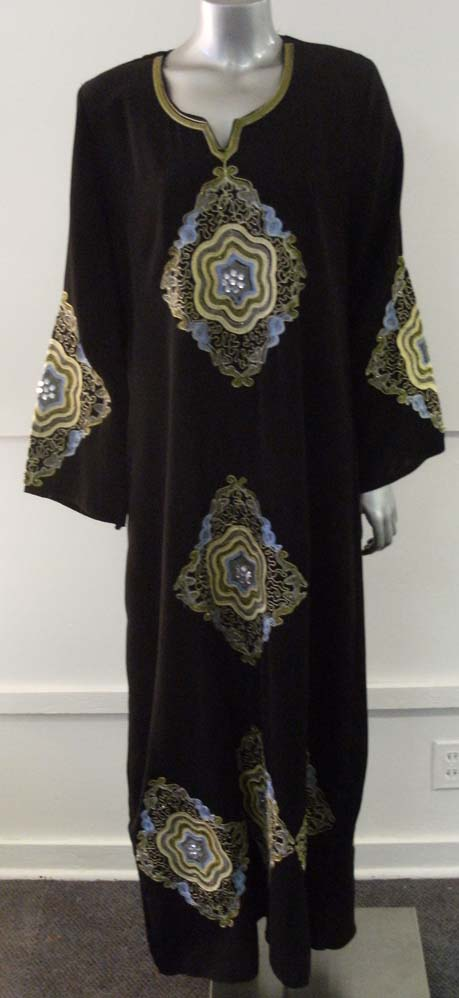
abaia sola sense lligadura